# Yo-yo

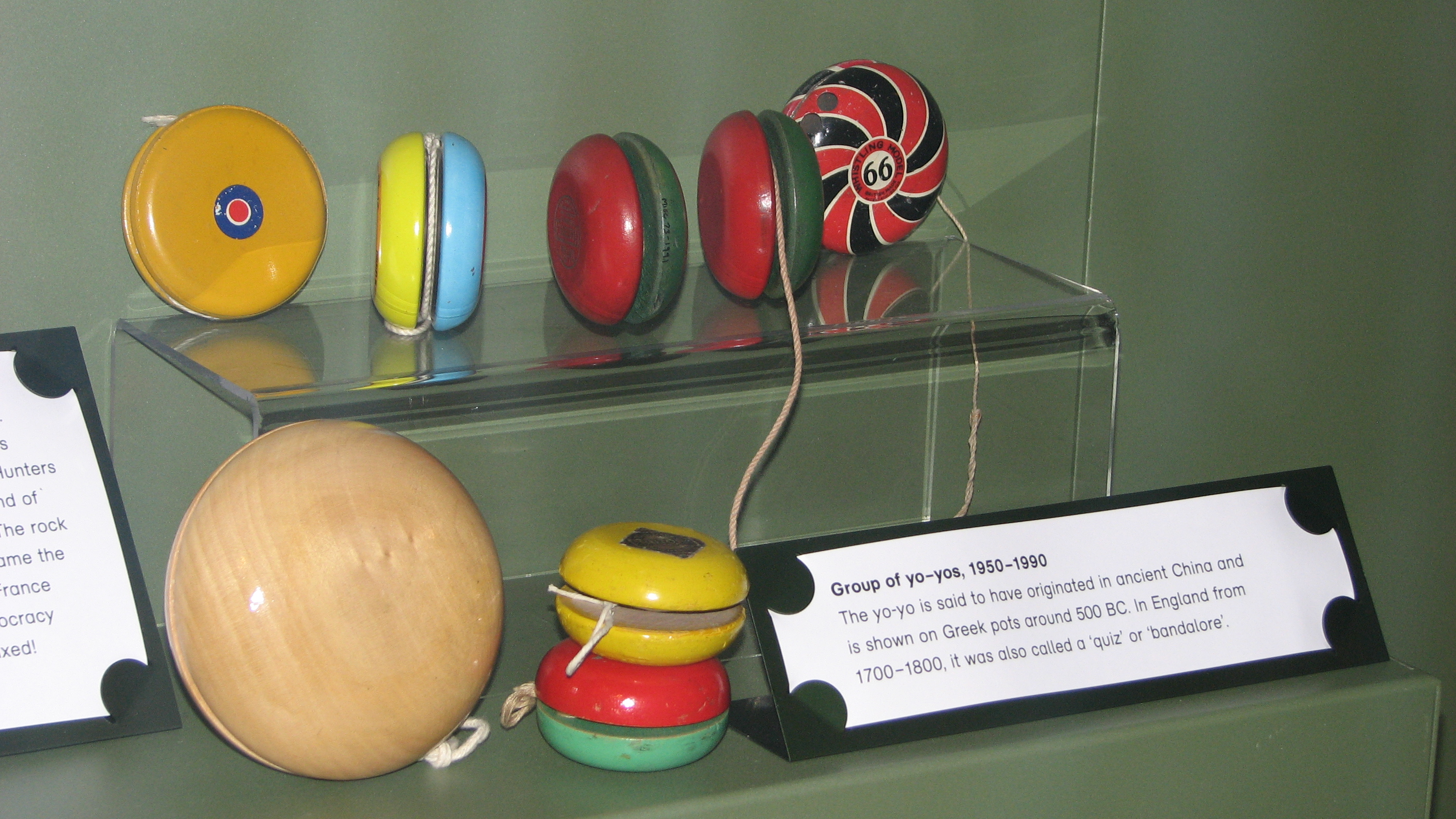
Yoyós de diferentes tamaños y decoraciones.

Funcionamiento del yoyó.

El yoyó o yoyo es un juguete formado por un disco de madera, de plástico o de otros materiales con una ranura profunda en el centro de todo el alrededor de la cual se enrolla un cordón que, anudado a un dedo, se hace subir y bajar alternativamente. Se maneja el disco mediante sacudidas hacia arriba y hacia abajo,
El yo-yo de cuerda enrollada data de alrededor de 1920 (modificado por el filipino Pedro Flores), también llamado «Vieja Escuela». La era de estos yo-yos duró hasta los años 1990.
A partir de 1990, los yoyos comenzaron a estar equipados con cojinetes, lo que aumentó significativamente el tiempo durante el cual el yoyo «duerme» al final de la cuerda, y esto, a su vez, aumenta el tiempo de juego. El estilo de jugar con los datos del yo-yo se llama, con razón, «Nueva Escuela».
Los yoyos modernos están equipados con rodamientos y frenos de silicona en el interior de las mitades del yoyo. También se ha aumentado el espacio entre  las mitades del juguete. Para devolver este tipo de yo-yo a tu mano, debes realizar un truco de vinculación especial.
El Webster’s collegiate dictionary afirma que la palabra yoyó deriva de la palabra yóyo en idioma ilocano, del norte de Filipinas. Muchas otras fuentes, incluido Extraordinary Origins of Yesterday's Things, de Panati, afirman que yo-yo era un término tagalo, que significa ‘viene-viene’.

## Historia

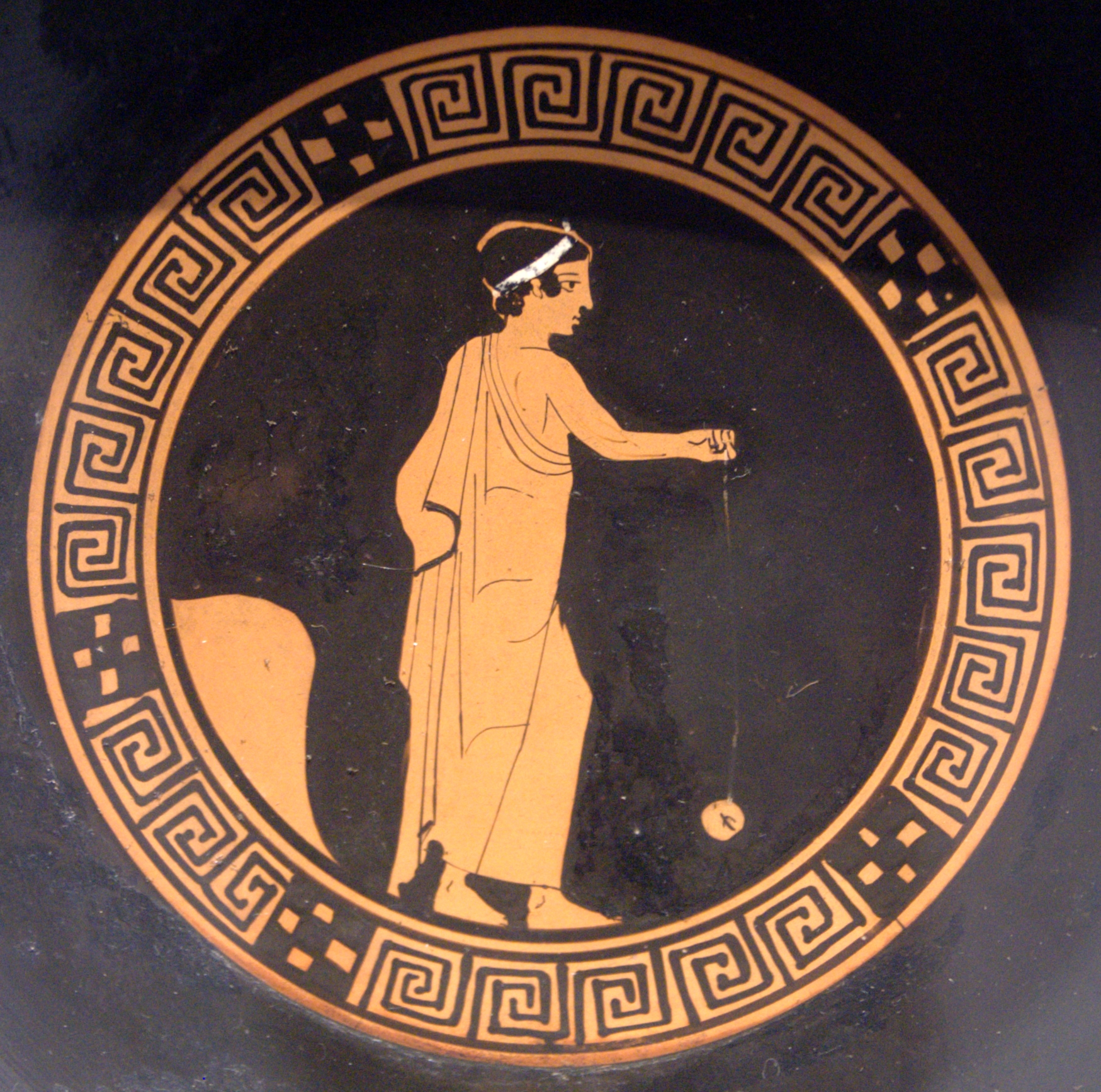
Muchacho jugando con un yoyó de terracota, en una cílica griega, hacia el 440 a. C. (Antikensammlung Berlin).

No se conoce con exactitud el origen del yo-yo aunque se estima que pudo tener un antecedente en la antigua Grecia. En una copa ateniense del siglo V a. C. aparece un joven que sostiene un objeto esférico que pende de un hilo, en una actitud que recuerda a la del moderno juego del yoyó, sin que se pueda estar seguro de las características concretas del objeto o su utilidad.
Muy posteriormente, en el siglo XVI d. C. los cazadores filipinos usaban un artilugio similar para cazar animales, ya sea enrollándole el objeto en las patas como para inmovilizarlos como si se tratase de boleadoras, o bien dejándolo caer a través de la cuerda para golpear desde lo alto de un árbol a la presa que querían cazar.
Una pintura de 1769 muestra a un Luis XVII de solo cuatro años jugando con un yoyó. Más tarde se le llamó bajo el nombre de l’emigrette que significaba emigrante debiendo esta denominación al hecho de que eran los hijos de los nobles que emigraban a otros países, debido a la Revolución francesa, quien usaban dicho objeto como único juguete. En el siglo XVIII los soldados franceses y hasta el mismo Napoleón usarían el yoyó como un objeto antiestrés.

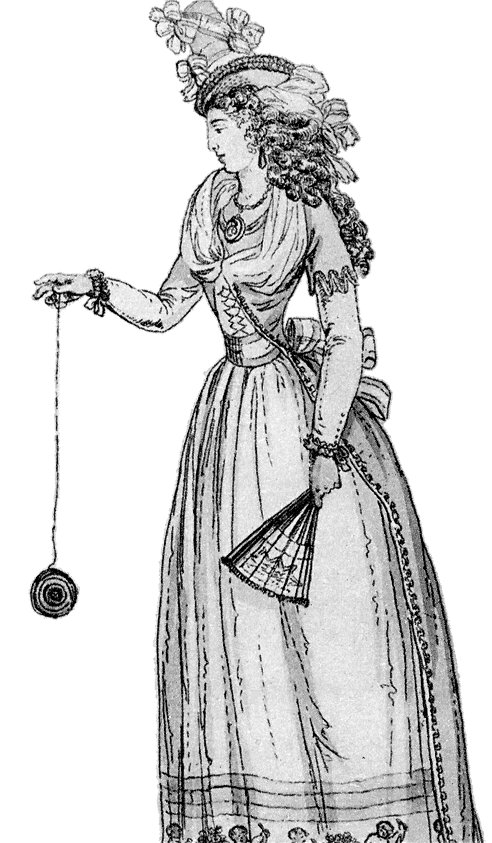
Ilustración en una revista francesa de modas (1791) de una mujer jugando con una temprana versión del yoyó entonces conocida como bandalore.

El 20 de noviembre de 1866, James L. Haven y Charles Hettrick, de Cincinnati (Ohio) firmaron la patente estadounidense, la primera otorgada a un filipino, sobre una «construcción mejorada de un juguete, comúnmente llamado bandelore».
Sin embargo, el yoyó permaneció en relativa oscuridad hasta que en 1928 un filipino-estadounidense llamado Pedro Flores abrió la fábrica Yo-yo Manufacturing Company en Santa Bárbara (California). 
La empresa comenzó fabricando una docena de modelos del juguete. Pero un año después, en noviembre de 1929, Flores tuvo que abrir dos fábricas más, en Los Ángeles y Hollywood. Ocupaba a 600 trabajadores y producían 300 000 unidades diarias.
En 1930, el estadounidense Donald Duncan compró las fábricas de Flores.
En los años sesenta aparecieron las empresas de juguetes Plastimarx e Impala, que producían este juguete, así como empresas multinacionales, como Flambeau Products Corporation (dueña de la marca Duncan), así como la empresa Jack Russell, que promovía a la empresa Coca-Cola en todo el mundo.

## Usuarios conocidos
Entre ellos se hallan los presidentes John F. Kennedy, Lyndon B. Johnson y Richard Nixon, quienes se sabía que eran grandes aficionados del pasatiempo, pues a menudo se les veía jugando con el yoyó en la oficina presidencial de la Casa Blanca.[cita requerida]
El 12 de abril de 1985, el yoyó viajó al espacio con la tripulación del transbordador Discovery, y años después, en la nave espacial Atlantis.
Anualmente se lleva a cabo una competencia mundial en Orlando (Florida).
Eddy Fast (‘rápido’) McDonald posee el título de la persona en el mundo que puede realizar más «lazadas» en una hora tras haber realizado 8437 lazadas con su yoyó.

## Día del yoyó
Desde 1996, como cada 6 de junio se celebra el Día Mundial del Yoyó. Fecha en el que diversos lugares en el planeta se aprovechan para la realización de múltiples actividades y competencias, donde las personas más experimentadas con este tradicional juguete manifiestan sus habilidades.

## Tipos
Los yoyós pueden dividirse en 3 grupos según su morfología:
- Con respuesta: Este tipo de yoyós son el más conocido de todos. Al lanzarlo, vuelve a recogerse y asciende.
- Sin respuesta: Este tipo de yoyós, menos conocidos, no asciende al ser lanzado ya que incorpora un rodamiento y unos paneles de silicona que requieren de un movimiento específico para hacer que ascienda. 
- De cuerda externa: Esta clase de yoyós no va unido a la cuerda. Para efectuar trucos, el usuario ha de conseguir que la cuerda quede enganchada al eje central. Debido a esto es que se hacen estéticamente muy similares al juego malabarístico conocido como diábolo.

## Trucos

### Dormilón
El dormilón es uno de los lanzamientos de yoyó más comunes y es la base de casi todos los lanzamientos de yoyó que no sean rizo. Mantener un yoyo girando mientras permanece en el extremo de su cuerda desenrollada se conoce como dormilón. Mientras el yoyó está en el estado «dormido» al final de la cuerda, uno puede entonces ejecutar trucos como «pasear el perro», «el ascensor», «alrededor del mundo», o el más complejo «acunar el bebé».
La esencia del lanzamiento es que uno lanza el yoyó con una acción muy pronunciada de la muñeca de modo que cuando el yoyó llega al final de la cuerda gira en su lugar en lugar de rodar de nuevo por la cuerda a la mano del lanzador. La mayoría de los yoyos modernos tienen un transaxle o rodamiento de bolas para ayudar a esto, pero si se trata de un yoyo de eje fijo, la tensión debe ser lo suficientemente floja como para permitir esto. Las dos formas principales de hacer esto son (1), permitir que el yoyo se siente en la parte inferior de la cuerda para desenrollar, o (2) realizar lariat u OVNI para aflojar la tensión. Cuando uno decide terminar el estado «dormido», simplemente se sacude la muñeca y el yoyó «atrapa» la cuerda y vuelve a rodar hasta la mano. Los yoyos con forma de «mariposa», utilizados principalmente para trucos de cuerda, suelen tener poca respuesta o no responder en absoluto, por lo que es necesario hacer un «bind» para que el yoyó vuelva.
En competición, el dominio del dormilón es la base de la división 1A. Los yoyos baratos de eje fijo suelen girar entre 10 y 20 segundos, mientras que los caros de rodamiento de bolas pueden girar entre 1 y 4 minutos dependiendo del lanzamiento. al 2010, el récord mundial de tiempo dormilón fue de 3:51,54 minutos para el eje fijo y 21:15,17 minutos para transaxle yo-yos. En 2012, el transaxle yo-yo récord de tiempo de sueño fue roto por el C3YoyoDesign BTH, con un tiempo de 30:28,30 minutos.

### Sin respuesta (1A)
Con el tiempo, las cuerdas más anchas y los sistemas de respuesta de silicona llevaron a la innovación del yoyo sin respuesta, también conocido como 1A. Los yoyos tradicionales (que responden) volvían a la mano cuando uno tiraba de la cuerda, pero los yoyos sin respuesta se comportan de forma un poco diferente. En lugar de volver a la mano cuando se tira de la cuerda, hay que realizar un truco llamado "atado", en el que la cuerda se dobla dentro del hueco de la cuerda para aumentar la fricción en el sistema de respuesta.
Esto ha dado lugar a la innovación de muchos tipos diferentes de trucos que implican dejar holgura en la cuerda, ya que esto habría hecho que un yoyo sensible volviera a la mano. Este estilo de yoyo es el más popular y el más común, y la mayoría de los trucos de yoyo se hacen con yoyos 1A.

### Bucle (2A)
Bucle es una técnica de yoyó que hace hincapié en mantener el cuerpo de dos yoyos, uno en cada mano, en constante movimiento, con o sin dormir.
Los yoyos optimizados para el bucle tienen el peso concentrado en el centro, por lo que pueden girar fácilmente alrededor del eje de la cuerda sin que su masa contribuya a la resistencia debido a un efecto giroscópico.
En las competiciones de yoyó, el bucle tanto hacia el interior como hacia el exterior de la mano con el yoyó juega un papel importante en la división 2A. A veces los yoyos se enrollan alrededor de brazos, piernas o cuellos.
También conocido como bucle a dos manos estilo libre.

### Trucos de cuerda a dos manos (3A)
El juego a dos manos o estilo 3A consiste en hacer trucos de cuerda con dos yoyos de rodamiento acampanado. Popularizado y promovido por Mark McBride, el primer truco moderno Triple A apareció en la revista Fiend Magazine y se llamó «Velvet Rolls». Los diferentes montajes de este estilo se denominan casas (por ejemplo, «Kink House»).
Fotos de finales de la década de 1950 muestran a los primeros demostradores de yoyó realizando trucos 3A muy básicos, como un Sleeper con una mano, y un Trapeze con la otra. Mientras que el 3A como concepto ha existido durante muchos años, no fue hasta el debut de los Velvet Rolls, junto con el aumento del juego del yoyo sin respuesta, que comenzó el desarrollo de lo que actualmente se considera Triple A. Este es el estilo más complejo y es el más propenso a obtener nudos, dings y clangs.
En competición, los trucos de cuerda a dos manos tienen la división 3A.

### Off-string (4A)
En la técnica «off-string», la cuerda del yoyó no está atada directamente al eje del yoyó, y el yoyó se suele lanzar al aire realizando un «pase hacia delante» para ser atrapado de nuevo en la cuerda. Sin embargo, algunos jugadores pueden «lanzar hacia abajo» yoyos sin cuerda y atraparlo en la cuerda justo cuando sale del extremo de la cuerda haciendo pivotar la cuerda alrededor de un dedo mientras se desenrolla, de forma que el yoyó queda atrapado en la cuerda. Esto es exactamente lo contrario de un «forward pass», pero con el mismo resultado.
Los yoyos optimizados para trucos off-string tienen diseños acampanados, como la forma de mariposa, que hace que sea más fácil aterrizar en la cuerda, y a menudo tienen anillos de goma blanda en los bordes, por lo que se inflige el mínimo daño al yoyó, al jugador o a cualquiera que se encuentre cerca, en caso de que un truco salga mal. También hay trucos que implican el uso de dos yoyos sin cuerda al mismo tiempo, lanzados con la misma mano, lo que se conoce como «soloham».
Las competiciones de yoyó tienen la división 4A para los trucos sin cuerda.

### Mano libre (5A)
En los trucos a mano libre, la cuerda del yoyó no está atada a la mano del jugador, sino que termina en un contrapeso. El contrapeso se lanza de mano a mano y se utiliza como un elemento adicional en el truco.
Desarrollado en 1999 por Steve Brown, a partir de 2008 se considera el estilo de juego del yoyó de más rápido crecimiento. Steve Brown obtuvo la patente de su sistema de yoyó a mano libre, que fue cedida a Flambeau Products (Duncan's empresa matriz). Duncan patentó el contrapeso, y nadie fue capaz de diseñar un peso único. Sin embargo, desde el 28 de marzo de 2020, la patente ha expirado.
En las competiciones de yoyo, los yoyos de contrapeso se destacan en la división 5A.

## En América Latina

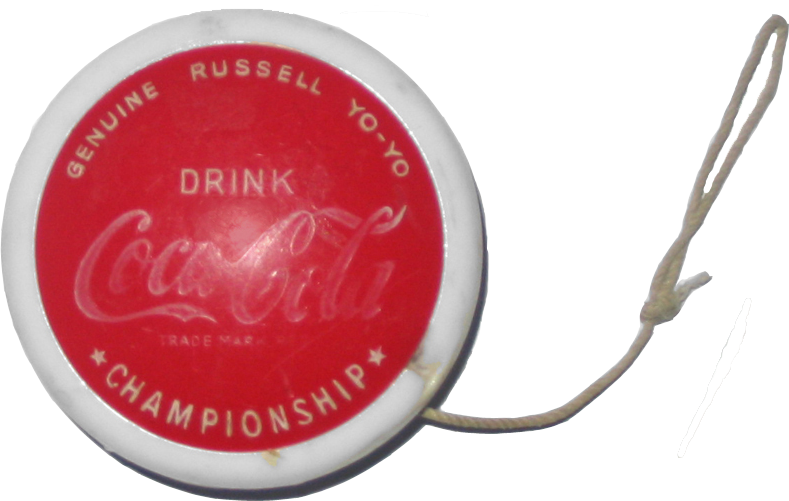
Yoyó Russell.

En México el primer yoyó era de madera, de marca Sheiro.
En 1962 la empresa Plastimax (México) lanzó una campaña publicitaria exitosa de difusión del yoyó.
En Argentina durante los años 1970 se creó un gran furor alrededor del yoyó, con marcas como Bronco y Russell.
A comienzos de los años 1980 la empresa Coca-Cola introdujo con éxito el genuino Yo-Yo Russell en varios países de Latinoamérica; los demostradores profesionales expandieron la yoyomanía para ayudar a promover y publicitar los refrescos producidos por la compañía: Coca-Cola, Fanta y Sprite.
Actualmente existen en México dos asociaciones de yoyó: la Asociación Mexicana del Yo-Yo y la asociación mexicana de trompo y yoyo del Caribe.

## El yoyó en la ficción
Jr Beary personaje de Walter Lanz de Beary Family ("Una fábula tonta" en Latinoamérica)[cita requerida] suele aparecer ocasionalmente jugando con un yoyo. También el personaje de Quico interpretado por Carlos Villagrán en la serie televisiva de El Chavo usa en alguna ocasión un yoyo. Por otra parte, es un yoyó el arma de ataque del personaje femenino de la serie anime Gatchman conocida como Ágata June o Princesa. En el videojuego Terraria, los yoyós son armas especiales que van desde uno de madera hasta el terrariano, el más poderoso del juego, el cual se obtiene derrotando al jefe final del mismo. En el videojuego Earthbound, el protagonista, Ness, tiene un arma el cual es un yoyó. 
En la serie infantil  Miraculous: las aventuras de Ladybug, un yoyó es el arma insignia de la protagonista Marinette Dupain-Cheng.
También se le puede ver usando esta arma en la saga de videojuegos Super Smash Bros., donde dicho yoyó es parte de sus ataques. En el videojuego The Goonies II Mikey utiliza un Yoyó como arma para vencer a sus oponentes.

## Mecanismo físico
Cuando el yoyó se suelta por primera vez, la gravedad (y el lanzamiento) le dan energía cinética traslacional y necesariamente, como la cuerda debe desenrollarse, gran parte de esta energía se convierte en energía cinética rotacional estableciendo el movimiento libre del yoyó, y haciendo que gire rápidamente. A medida que el yoyó se desenrolla hacia abajo, también convierte la energía potencial de la gravedad en energía traslacional en su rotación para superar la gravedad todo el camino de vuelta a la mano.
Como el sentido del giro no cambia durante todo el movimiento, la cuerda se enrolla en la dirección opuesta al regresar el yoyó. Si el eje del yoyó está conectado a la cuerda con un lazo, puede que no haya suficiente fuerza de fricción para superar el peso del yoyó, que es necesario para empezar a enrollar la cuerda. En este caso, el yoyó continuará girando en el bucle al final de la cuerda (quedándose "dormido"), solo siendo ligeramente frenado por la pequeña fricción dinámica, en lugar de volver. Sin embargo, si la cuerda es sacudida ligeramente hacia arriba, o se baja la mano, la holgura creada en la cuerda permitirá que ésta comience a enrollarse alrededor del eje, aumentando así la fricción y permitiendo que se enganche cuando la fuerza de fricción estática se eleva por encima de la fuerza de gravitación que mantiene al yoyó en la parte inferior de la cuerda, haciendo que el yoyó se enrolle en la cuerda volviendo a la mano.
Se han publicado patentes para crear mecanismos más complicados que permitan controlar la tensión y un mecanismo ajustable.

## Otros usos del término
En Venezuela se emplea el término yoyo para designar un plato hecho a base de tajadas de plátano frito y queso blanco duro en trozos que se reboza en una mezcla de huevo y harina de trigo y se fríe en aceite. Este plato es típico del Estado Zulia. Un plato similar son los aborrajados típicos del Valle del Cauca, Colombia.